# Brachys tesselatus
Brachys tesselatus är en skalbaggsart som först beskrevs av Fabricius 1801.  Brachys tesselatus ingår i släktet Brachys och familjen praktbaggar. Inga underarter finns listade i Catalogue of Life.